# عبد يوتاكا جيبونز
عبد يوتاكا ميلر جيبونز Ibedul Yutaka Miller Gibbons (17 يناير 1944  - 4 نوفمبر 2021) ناشط من بالاو . وكان الرئيس الاعلىلولاية كورور ورئيس مجلس الرؤساء فيها .

## حياته
ولد عبد يوتاكا ميلر جيبونز في بالاو عام 1944.، وعمل كطاهي في جيش الولايات المتحدة قبل أن يصبح رئيسًا أعلى وشيخا للقبيلة هناك . حارب ضد وجود الأسلحة النووية للولايات المتحدة في بالاو . في عام 1979 تمت الموافقة على دستور يحظر استخدام أو اختبار أو تخزين أو التخلص من الأسلحة النووية والكيميائية والبيولوجية في بالاو. حصل على جائزة الحق في العيش (جائزة رايت ليفيلهوود) عام 1983. ترشح للرئاسة في الانتخابات العامة بالاو في 1984 و 1988 و 1996. في عام 1997 ، وافق على علم كورور الجديد. وتوفي في أحد مستشفيات تايوان في 4 نوفمبر 2021 عن عمر يناهز 77 عامًا.

## أنظر أيضا
- رئيس بالاو
- علم بالاو

## الملاحظات
1. His first name is Yutaka; Ibedul is a title.[9]